# Rafael Boban
Rafael Boban (ur. 22 grudnia 1907 w Sovići, zm. ?) – chorwacki generał, członek faszystowskiego ruchu Ustaszów, z-ca dowódcy Czarnego Legionu, dowódca 5. Brygady Bojowej Ustaszów podczas II wojny światowej

## Życiorys
Służył w Królewskiej Armii Jugosłowiańskiej jako podoficer. Związał się wówczas z nielegalnym skrajnie prawicowym ruchem ustaszów. W 1932 wyjechał z Jugosławii do Włoch, gdzie przebywał w różnych obozach ustaszów. Po najeździe wojsk osi na Jugosławię i ustanowieniu Niepodległego Państwa Chorwackiego 10 kwietnia 1941, powrócił do Chorwacji i wstąpił do Sił Zbrojnych Ustaszy. Od 3 września pełnił funkcję zastępcy dowódcy 1 Pułku Ustaszy, zwanego potocznie Czarnym Legionem, a jednocześnie dowodził jednym z batalionów w stopniu majora. Był to jeden z najlepszych chorwackich oddziałów antypartyzanckich, toczących ciężkie walki w Bośni przeciw serbskim czetnikom i partyzantom Tity. Działał wespół z wojskami włoskimi i niemieckimi. Jednocześnie dokonywał tak wielu zbrodni na Serbach, że doszło nawet do krótkotrwałego aresztowania dowódcy Legionu przez Niemców i planów jego rozbrojenia. Po rozwiązaniu Legionu we wrześniu 1942, został dowódcą V Brygady Bojowej Ustaszy w regionie Podrawia, którą sformowano na bazie jego batalionu. Stał na jej czele do końca listopada 1944. Pod koniec wojny został awansowany do stopnia generała Chorwackich Sił Zbrojnych.
Po poddaniu się wojsk chorwackich Brytyjczykom w Austrii na pocz. maja 1945 dostał się do niewoli.

### Niejasności
Istnieje kilka wersji dotyczących jego śmierci. Według pierwszej został stracony jeszcze w 1945 przez żołnierzy NOVJ. Druga wersja podaje, że powrócił do Chorwacji i brał udział w antykomunistycznym ruchu oporu, aż w 1947 zginął w Hercegowinie. Według ostatniej wersji wyemigrował do Argentyny, a następnie USA, gdzie wstąpił do armii amerykańskiej jako pułkownik i brał udział w wojnie przeciw Korei.
Ante Pavelić w 1951, tworząc skład rządu NDH na uchodźstwie, wyznaczył Bobana na ministra obrony, mimo braku pewnych wiadomości o jego losie.